# DC-3 utilisés par les forces armées américaines durant la Seconde Guerre mondiale
Pour un article plus général, voir Douglas DC-3.

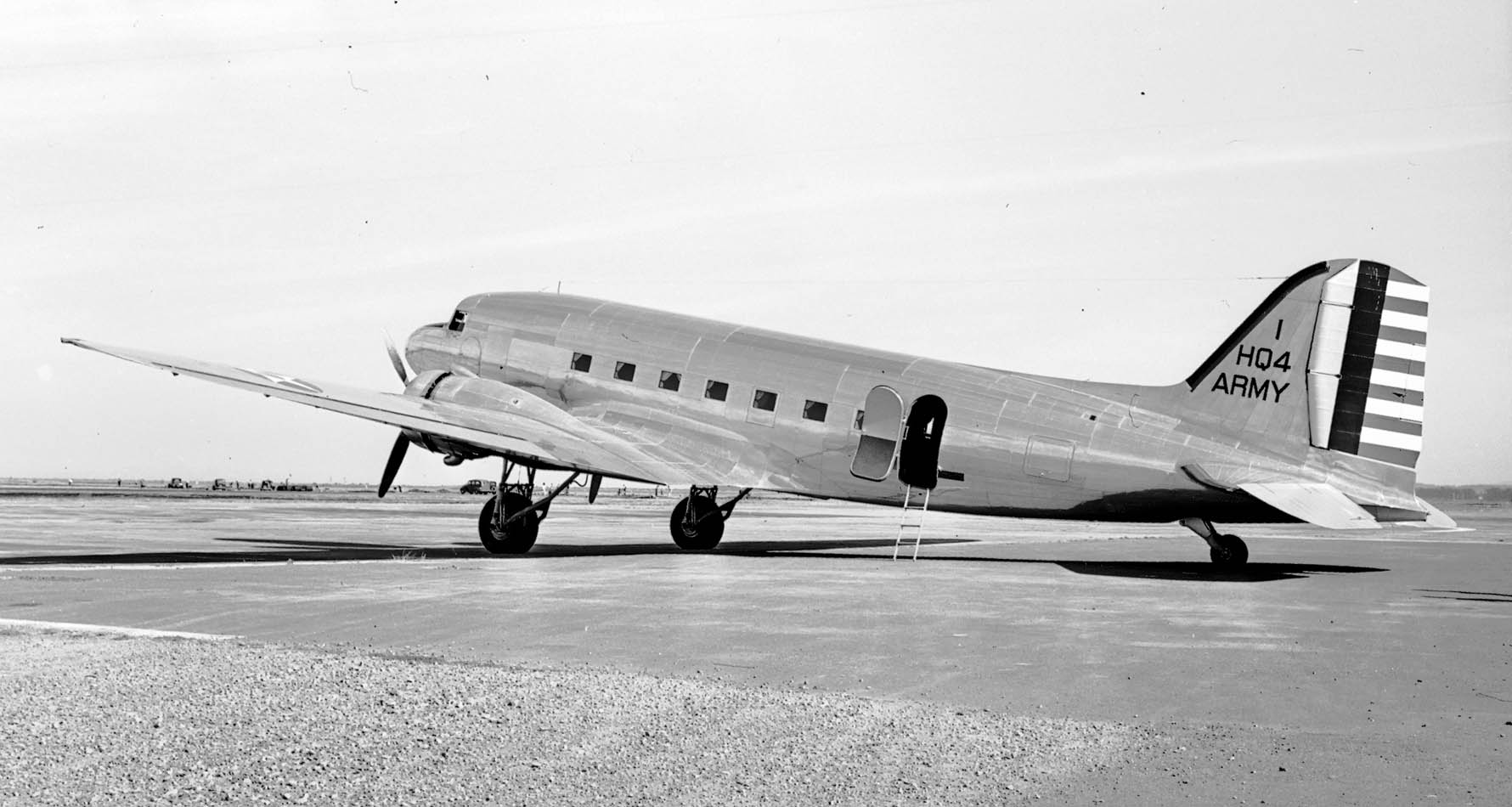
Un Douglas C-49B, ancien DC-3 d'Eastern Air Lines, vu à l'aéroport de San Francisco en 1941.

Fin 1941 et début 1942, les besoins de l'USAAF en matière d'avions de transport sont considérables et dépassent largement les capacités de production des usines Douglas. En outre, la priorité de l’industrie aéronautique américaine va aux avions de combat. Face à cette situation, l’armée américaine va tout simplement se procurer les appareils dont elle a besoin sur le marché civil.
Contrairement à une croyance bien établie, il ne s’agit pas de réquisitions (« drafting » en anglais), les appareils étant acquis auprès de leurs propriétaires civils soit au prix du marché, soit à l’issue d’une véritable négociation commerciale, et dûment payés. Les propriétaires avaient la possibilité de racheter leurs avions, utilisés en principe dans des zones éloignées des combats, à la fin du conflit. Ce que firent de nombreuses compagnies aériennes. 225 bimoteurs Douglas DC-3 furent ainsi mobilisés. Ces appareils furent souvent utilisés par des équipages civils, les compagnies américaines bénéficiant de contrats pour organiser et exploiter les réseaux de transport militaire. Certains conservèrent même leur livrée et leur immatriculation civile, exploités sur le réseau domestique américain pour les besoins de l’industrie de guerre.       
Cette politique a donné de nombreux modèles selon l’aménagement d’origine, conservé ou non par l'Air Force, la motorisation et la position des portes d’accès à la cabine. On notera que les militaires semblent avoir eu une préférence pour le moteur Wright Cyclone, avec 152 DC-3 mobilisés (C-49, C-50 et C-51) contre seulement 51 équipés de Twin Wasp (C-48 et C-52). Les deux premiers DC-3 mis en service par l’US Navy furent également des appareils civils à moteurs Cyclone, mobilisés comme R4D-2. Outre les appareils déjà en service, les militaires achetèrent également des cellules à divers stades de construction qui furent facilement converties au standard militaire, essentiellement avec des sièges identiques à ceux des C-47 et C-53 et un équipement radio militaire.

## Douglas C-48

### C-48
L’unique C-48 (c/n 3256, serial 41-7681), premier DC-3 mobilisé, devait être un DC-3A-197D destiné à United Airlines en tant que NC25612. Il fut acheté le 27 décembre 1940 avant livraison à United, avec ses moteurs R-1830-S1C3G et la porte à droite, mais reçut un équipement radio militaire. Il a été revendu le 12 avril 1945 à Northeast Airlines.

### C-48A
Trois DC-3A-368 pris en compte par l’USAAF entre juin et août 1941 sans que l’on sache qui les avait commandés (c/n 4146/4148, serials 41-7682/7684). Ces bimoteurs furent équipés d’origine avec des moteurs militaires (R-1830-92) et surtout un aménagement de cabine original : Destinés à l’État Major, ils reçurent dix sièges pivotants, un poste de dactylo, une penderie destinée à ranger vestes et manteaux, une armoire spéciale pour le logement des parachutes, et bien entendu un équipement radio militaire très complet. Ces trois appareils devaient survivre à la guerre, pris en compte entre mai et aout 1946 comme NC86, NC424 et NC84 respectivement par la CAA.

### C-48B
On trouve sous cette désignation 13 DST-A-207/A/B/C/D de United Air Lines, 2 DST-A-207 achetés initialement par sa filiale Western Air Express et, curieusement, un DC-3A-269B acheté à Northwest Airlines (serials 42-38324/38326, 42-56089/56091, 42-56098/56102, 42-56609/56612 et 42-56629, respectivement c/n 2223, 3263, 3264, 4113, 1957, 1955, 1960, 1958, 1953, 1977, 2222, 1959, 3265, 1952, 1951, 2185). Avec porte à droite, moteurs R-1830-S1C3G (puis à l’occasion de changement de moteurs de leur version militaire R-1930-51) et surtout 14 couchettes, les DST pouvaient être utilisés pour des missions de transport sanitaire mais aussi de transport VIP. 4 C-48B furent réformés durant la guerre, 9 rachetés par United entre janvier et décembre 1944, un par Pan American et un par Western. Au moins trois volaient encore aux États-Unis en 2005.

### C-48C
Cette désignation, qui regroupe 14 DC-3A aménagés pour 21 passagers, dont 4 avec porte droite et 2 DST-A regroupe des appareils très divers. Le 42-38258 était un DC-3A-269C (c/n 3276) acheté à Northwest, qui fut radié des inventaires durant la guerre pour une raison inconnue. Le DST-A-207D (c/n 4114), commandé par United, semble avoir été pris en compte par l’USAAF le 10 juillet 1941 comme C-52S « 33642 » et mis à disposition de PAA-Africa. Porté officiellement sur les inventaires de l’USAAF comme C-48C serial 42-38259 le 14 mars 1942, cet avion fut utilisé par le Squadron 267 de la RAF en mars 1942 puis confié à United en 1943, toujours avec le « serial » 33642 peint sur la dérive. En novembre 1944 il devint définitivement la propriété de United, qui devait le revendre en 1949. Ce bimoteur connut ensuite divers utilisateurs aux États-Unis jusque dans les années 1980.

### Divers
Autre curiosité l’unique DC-3A-363 (c/n 3275) livré à Swiftflite en décembre 1941 qui devint C-52D serial 42-6505 le 4 septembre 1941 puis C-48C serial 42-38260 le 14 mars 1942. Tout comme le précédent il fut prêté au Squadron 267 de la RAF en mars 1942 et on retrouve ce bimoteur à Accra, au Ghana en mars 1943 avec « 26505 » toujours peint sur la dérive. Il a été revendu à Mid-Continent Airlines en juin 1945. 
Construit pour KLM, le DC-3-194H c/n 2147 ne pût être livré en raison de la situation en Europe. Il devint donc DC-3A-269 pour United Air Lines et C-48C serial 42-38327 le 15 mars 1942. Récupéré par United en décembre 1943 cet appareil devait percuter le Mt Elko, dans le Wyoming, le 31 janvier 1946.
Sept bimoteurs commandés par Pan American furent également décès à l’USAAF fin 1941 alors qu’ils étaient en cours de construction pour devenir les C-48C serials 42-38332/38338 (c/n 4170/4172, 4175, 4176, 4178 et 4182). Aménagés d’origine avec des équipements militaires, ils furent tous transférés à la 10th Air Force en Inde fin 1942. Cinq avaient disparu des inventaires en 1943. Les deux survivants furent transférés à Air India à la fin de la guerre, couleurs sous lesquelles le dernier volera jusqu’en 1969. 
Retour aux portes à droite avec les trois appareils suivants, achetés par l’USAAF à United Airlines, un DST-A-207 (c/n 1954), un DC-3A-197E (c/n 4125) et un DC-3A-191 (c/n 1905) qui reçurent les serials 42-78026/78028. 
Enfin deux DC-3A-367, livrés à Northwest en mai 1941 (c/n 3286 et 3287), vendus à l’USAAF comme C-53 sans recevoir de serial et mis à disposition de TWA en 1942, furent portés sur les inventaires de l’USAAF le 31 janvier 1944 comme C-48C avec les serials 44-52990 et 44-52991. Le premier fut revendu à Western Airlines en 1944, le second à United.

## Douglas C-49

### C-49
Cinq DC-3-384, version à haute densité (24 sièges) avec porte à gauche et moteurs Wright Cyclone du DC-3 commandés par TWA, furent achetés par l’Army en cours de production et achevés avec des R-1820-71 de 1 200 ch à 2 500 tr/min (41-7685/7689, c/n 3270/3274). Il a parfois été écrit que les moteurs avaient été remplacés ultérieurement par des Pratt & Whitney R-1830-51, mais cette modification est peu probable, non pas techniquement mais simplement parce qu’elle aurait entrainé le changement de désignation en C-48 ou C-52. S’ajoutera à ces appareils un DC-3-362 (41-7694 c/n 3297), également obtenu auprès de TWA. Affectés à la 5th Air Force en Australie, le premier fut radié le 12 décembre 1944, les deux suivants utilisés par le Squadron 36 de la RAAF avant de finir sur le registre civil australien et être réformés en 1967. Le 41-7688 semble avoir été détruit par les Japonais aux Philippines et le 41-7689 affecté au 20th Troop Carrier Squadron à Panama en mars 1941. Loué à Eastern Air Lines en 1946, il s’écrasa en Virginie en janvier 1947. Enfin le 41-7694, affecté également à la 5th AF et baptisé « Calamity Mary-Jane » par ses équipages australiens fut porté manquant le 24 avril 1943.

### C-49A
Un seul appareil a porté cette désignation, un DC-3-385 (c/n 3282) commandé par Delta Air Lines et acheté avant livraison pour 97 069 dollars par l’Air Force qui lui attribua le serial 41-7690 le 23 février 1941. Équipé de moteurs R-1820-71, il fut transféré en Australie en septembre 1942. Il devait s’écraser en mer au large de l’ile de Leyte (Philippines) le 13 novembre 1945, quelques mois après avoir été acheté par Australian National Airways.

### C-49B
Trois DC-3-201F (c/n 4094/4096) avec porte à gauche, aménagés pour 21 passagers et équipés de moteurs R-1820-71 qui avaient été commandés par Eastern Air Lines furent pris en compte à la sortie d’usine par l’USAAF le 22 février 1941. Devenus DC-3-387 avec les serials 41-7691/7693, le premier et le dernier servirent en Australie avec la 5th Air Force puis furent cédés à la fin de la guerre à ANA. Le second fit lui carrière à Panama avec la 6th Air Force avant de passer sur le registre civil américain.

### C-49C
On trouve sous cette désignation deux DC-3-357A avec porte à gauche commandés par Delta Air Lines dont les c/n se suivent (4814 et 4815) mais pas les serials, 41-7715 et 7721. Par rapport aux précédents appareils mobilisés les C-49C ne reçurent aucun équipement commercial: Sièges et insonoristion étaient remplacés par des banquettes latérales pour 28 soldats et le plancher protégé par un épais contreplaqué. Les moteurs étaient des R-1820-71. Ces appareils furent également les premiers DC-3 mobilisés à recevoir la livrée de guerre vert-olive et gris. Ils ne furent pourtant pas affectés sur le front mais à la 6th Air Force à Panama, recevant les numéros de parc 4 et 11 au sein du 20th Troop Carrier Squadron. Le premier fut revendu à Pan American en 1945, qui le transféré à sa filiale mexicaine CMA. L’épave de cet avion était toujours visible à Mexico en 1979. Le second fut acheté par American Airlines et ferrailla dans le ciel US jusqu’au début des années 1970.

### C-49D
Sous cette désignation sont regroupés des appareils d’origines diverses qui semblent tous avoir reçu des moteurs R-1820-71 et la porte à droite.
Les cinq premiers (41-7716/7720, c/n 4141/4145) étaient initialement des DC-3-201G commandés par Eastern Air Lines, achetés sur chaine et achevés comme les C-49C, ce qui leur valut de devenir DC-3-389 chez Douglas. Tous affectés à la 6th Air Force, ils furent basés à Panama et utilisés par le 20th Troop Carrier Squadron. Deux furent radiés en 1943, deux autres poursuivirent après la guerre une carrière civile aux États-Unis et le 41-7719 fut acheté par Sabena. Devenu OO-CBC et converti en DC-3A en 1958, il devait finir sa carrière aux couleurs d’Air Congo dans les années 1960.
Le serial 42-38256 fut attribué à un DC-3B-202 (c/n 1923) acheté à TWA qui fut transféré à la RAF au titre du Pret-Bail. Devenu LR233, il servit au Squadron 31 et fut radié le 25 octobre 1942. 
Deux autres appareils furent achetés à Eastern Air Lines. Il s’agissait d’un DC-3-201 (42-43624, c/n 1916) et d’un DC-3-201F (42-65583, c/n 4091) qui furent revendus fin 1943 à TWA, le 42-65584, un DC-3-357 (c/n 3280), fut acheté à Delta Air Lines. 
On trouve enfin sous la désignation C-49D un DC-3-322B (42-68860, c/n 3285), acheté le 19 juillet 1942 à Chicago & Southern et détruit sur accident à Memphis, TN, le 6 novembre 1942 et un mystérieux 44-52999.

### C-49E
Les 15 DST d’American Airlines, y compris la tête de série, vendue quelques semaines plus tôt à TWA, furent achetés fin mai 1942 par l’USAAF comme avions sanitaires pour le transport de 14 blessés couchés. Ils reçurent les serial 42-43619/43623, c/n 1494, 2165, 2149, 2263 et 2264, 42-56092/56097, c/n 1499, 1976, 1549, 1500, 1498 et 1495, et 42-56103/56106, c/n 1496, 2216, 1497 et 2217. Deux furent perdus sur accident en 1942, dont le 42-43619, ex DST-114 NC14988, premier des nombreux DC-3 construits, un autre en 1943. Tous les autres furent rachetés par American Airlines en mai et juin 1944. Le c/n 1499, DST-144 devenu C-49E serial 42-56092, est le plus ancien DC-3 encore existant. Il est stocké sans moteur à Griffin-Spalding, en Géorgie, depuis 1997, son propriétaire refusant de le vendre.

### C-49F
Neuf avions de transport sanitaire à moteurs R-1820-71 et porte à droite achetés 124 261 dollars pièce. On trouve cinq DST obtenus chez Eastern Air Lines (42-56613, 42/56616, 42-56633, 42-56636 et 42-56637, c/n 2224, 2225, 2226, 4129 et 3251 respectivement), 3 DC-3B venant de chez TWA (42-56620, 42-56621 et 42-56623, c/n 1931, 1932 et 2028) et un DC-3-322A de Chicago & Southern (42-56628, c/n 2255). Ce dernier fut perdu sur accident durant la guerre tout comme un DC-3B. TWA racheta un de ses appareils pour le revendre rapidement à l’armée équatorienne, Pan American racheta le dernier DC-3B pour ses filiales mexicaines, trois DST repassèrent sous les couleurs d’Eastern, le c/n 2224 fut utilisé brièvement par la CAA en 1944 et revendu à Delta. Enfin le 42-56637, racheté par TWA, devait s’écraser à une vingtaine de kilomètres de Da Nang le 30 septembre 1970, alors qu'il volait aux couleurs d'Air Vietnam.

### C-49G
Cette désignation concerne huit DC-3-201 achetés à Eastern Air Lines, tous avec porte à gauche, 21 sièges de type commercial et des moteurs civils R-1820-G2E développant seulement 1 000 ch à 2 200 tr/min. Serials et numéros de série n’étaient pas pour autant consécutifs: 42-38252, 42-38255, 42-56614/56615, 42-56630/56632 et 42-56635, c/n 1915, 1949, 1948, 1971, 1997/1998, 2246 et 1996. Les deux premiers furent livrés à la RAF en Inde, devenant LR231 et LR235. En avril 1942 le premier était en compte au Squadron 31, pourtant toujours immatriculé NC16094 ; le 6 mai 1942 il disparut sous les bombes japonaises en Birmanie. Le second fut victime d’un accident en Inde en 1943. Parmi les autres C-49G, un seul ne devait pas terminer la guerre, l’identité du 42-56632 reste incertaine et les quatre derniers furent repris par Eastern à la fin du conflit, poursuivant ensuite leur carrière au Japon ou en Amérique Latine. Converti en DC-3A dans les années 1950, le 42-56631 volait toujours en Bolivie en 1997.

### C-49H
La motorisation (R-1820-G102A) et peut-être l’aménagement commercial pour 21 passagers sont les seuls point communs à ces 19 bimoteurs d’origines diverses. Deux DC-3-277D (c/n 4116/4118) achetés dès le 9 juillet 1941 par le gouvernement américain à American Airlines se virent attribuer le 14 mars 1942 les serials 42-38250/1, alors qu’ils avaient déjà été transférés à la RAF en Inde. Devenus MA925 et MA943 pour le Squadron 31, ces appareils avec porte à droite furent cédés à la fin de la guerre au gouvernement indien et utilisés en particulier par Indian National Airlines jusqu’au début des années 1950. Quatre autres bimoteurs d’American Airlines devinrent C-49H (42-57506 et 42-65580/65582, c/n 2198, 2167, 2203 et 2205), tous rachetés par American en 1944. Pennsylvania Central Airlines a fourni quatre DC-3-313 avec porte à gauche : Le 42-38253 (c/n 4130) n’a probablement jamais porté les cocardes américaines, ayant été lui aussi transféré à la RAF en mars 1942. Cet avion (LR232) s’est écrasé en Inde en novembre 1942. Les trois autres (42-38328/38329 et 42-107422, c/n 4133, 4099 et 189) ont volé jusque dans les années 1980 sous les couleurs de divers utilisateurs nord américains. Pan American a fourni un appareil (42-38254, c/n 1993) qui s’est écrasé en avril 1942 à Freetown et Canadian Colonial deux DC-3-270 (42-38257 et 42-38330, c/n 2126 et 2272), les derniers C-49H avec porte à droite. Enfin Braniff a contribué avec quatre DC-3-314 (42-38331 et 42-68687/68689, c/n 4107 et 2179/2181), tous récupérés en 1944 par la compagnie texane et convertis en DC-3A. Le 42-68688 volait toujours aux États-Unis en 2010.
Deux autres appareils furent portés sur les inventaires de l’Air Force comme C-49H en 1944. Il s’agissait en fait de deux DC-3-194B achetés par KLM et transférés à KNILM en juin 1940. Ces bimoteurs (c/n 1941/1944) parvinrent à rejoindre l’Australie en mars 1942 et furent mis à disposition du gouvernement australien. Utilisés par la RAAF au sein du dispositif allié, ils reçurent les serials 44-83228/83229 pour des raisons administratives. Le premier fut victime d’un accident en mai 1945 mais le second, acheté par ANA à la fin de la guerre, est aujourd’hui exposé au Queensland Air Museum.

### C-49J
En nombre le plus important modèle C-49, on trouve sous cette désignation trente-quatre DC-3 avec porte à gauche et moteurs civils R-1820-G202A achetés sur chaine avant livraison auprès de divers clients du constructeur et achevés comme transport de troupes pour 28 hommes sous la désignation constructeur DC-3-454. Si les c/n ne se suivent pas les serials forment un bloc unique: 43-1961/1994. On trouve donc parmi ces appareils huit machines commandées par les forces aériennes des Indes Néerlandaises (c/n 4996/500 et 6259/6262, serials 43-1961, -1968, -1974, -1979, -1982, -1983/85 et -1987), qui passèrent tous sur le registre civil américain à la fin de la guerre. Le 43-1985, acheté en février 1984 par le Musée de l'aviation du Canada, est maintenu en état de vol.
Dix-sept appareils furent prélevés sur les commandes d’American Airlines (c/n 4987/4992, 6313/6318 et 6319/6323, serials 43-1962/67, -1972/73, -1975/78 et -1990/94). Deux exemplaires furent radiés avant la fin des hostilités, Chicago & Southern en acheta cinq, TWA et Eastern Air Lines quatre chacun, un fut vendu à Delta Air Lines et le dernier rejoignit la flotte de Trans-Canada Air Lines. 
Trois autres C-49J furent fournis par Braniff (c/n 4993/95, serials 43-1969/71), deux par Chicago & Southern (c/n 6263/64, serials 43-1980/81) et trois par Delta Air Lines (c/n 6342/44, serials 43-1986 et -1988/89). Deux terminèrent leur carrière en 1943, les autres se trouvèrent sur le marché civil à la fin de la guerre.

### C-49K
Portant la désignation constructeur DC-3-455, ce sont 23 appareils achetés sur chaine à TWA (10 avions), American Airlines (2 avions) et Eastern Air Lines (11 avions), toujours avec des moteurs R-1820-G202A et achevés comme transport de troupes pour 28 hommes (43-1995/2017, c/n 4982/86, 6325/36, 6324 et 6337/41 respectivement). Le changement de désignation constructeur se justifiait par les équipements, le prix des C-49J s’établissant à 137 786 dollars, celui des C-49K à 147 667 dollars. Deux de ces appareils devaient s’écraser en 1945, les autres revendus aux compagnies américaines, à l’exception des c/n 6327 et 6339 qui furent pris en compte en 1945 par SABENA pour son réseau africain.

## Douglas C-50

### C-50
Quatre DC-3-227D (21 passagers et porte à droite) commandés par American Airlines (41-7697/7700, c/n 4119/4122), qui furent livrés à l'Air Force avec des moteurs R-1820-85 (1 100 ch à 2 350 tr/min, équivalent militaire du G102A civil) sous la désignation Douglas DC-3-396. Les deux premiers gagnèrent l’Australie, où ils furent utilisés par la 5th AF et la RAAF et revendus sur place. Le premier finira sur accident au Laos en 1974, le second conservé par le Moorabin Air Museum. Le 41-7699 fit une brève carrière civile et le dernier fut racheté par American Airlines puis par Douglas pour devenir le second prototype DC-3S.

### C-50A
Deux DC-3-401 (c/n 4804/05) commandés par American Airlines, donc avec porte à droite, mais terminés en transport de troupes pour 28 hommes et avec des moteurs R-1820-85. Le 41-7710 devait s’écraser en Caroline du Nord le 21 avril 1942, le 41-7711 être repris par American Airlines et s’écraser à Michigan City le 28 décembre 1946.

### C-50B
Trois DC-3-314B (41-7703/05, c/n 4109/11) avec porte à gauche commandés par Braniff, qui conservèrent leurs sièges commerciaux et reçurent des moteurs R-1820-81, similaires aux GR-1280-G102A civils. Portant la désignation constructeur DC-3-397, le premier devait figurer sur le registre civil américain jusque dans les années 1980. Le second fut détruit au sol pour les besoins du tournage du film Vivre et laisser mourir. Le dernier s’écrasa à Patterson Field en juillet 1941.

### C-50C
Commandé par Pennsylvania Central Airlines comme DC-3-313B, le c/n 4083 fut achevé comme DC-3-391 avec porte à gauche, sièges de type commercial et moteurs militaires R-1820-79. 41-7695, il s’écrasa le 12 novembre 1942 en Australie (5th AF).

### C-50D
Quatre DC-3-313B commandés par Pennsylvania Central Airlines et achevés comme DC-3-392 avec un aménagement similaire aux C-50C mais probablement des équipements différents, justifiant une différence de prix de 630 dollars (41-7696, -7709, -7712 et -7713, c/n 4084, 4131, 4134 et 4135). Tous survécurent à la guerre, trois étant convertis en DC-3A. Le premier devait être utilisé par la CAA puis la FAA comme NC16 puis N8 de 1951 à 1976, avant d’être vendu à un opérateur colombien. Il est stocké depuis 1997 à Cochabamba.   

## Douglas C-51

### C-51
Il s’agit d’un unique DC-3-270C avec porte à droite commandé par Canadian Colonial Airlines et terminé comme transport de troupes pour 28 hommes. Cet appareil (41-7702, c/n 3289) est un cas intéressant pour expliquer la multiplication des désignations attribuées aux appareils achetés sur le marché civil par l'Air Force: Il était identique aux C-50A, mais motorisé avec des R-1820-83. Ce moteur était similaire aux R-1820-79 ou 85, mais le rapport de différentiel, la magnéto et l’alimentation en carburant différaient, justifiant des désignations différentes pour les moteurs, donc pour les avions, mais aussi des prix d'achat différents. L’unique C-51 fut estimé à 132 181 dollars alors qu’un C-50C était estimé à 126 993 dollars et un C-49K à 147 667 dollars.

## Douglas C-52

### C-52
Commandé par United Airlines, donc avec porte à droite, un DC-3A-197D fut achevé comme DC-3A-398 (41-7708, c/n 4112). Comme tous les C-52 il fut aménagé comme transport de troupes avec plancher renforcé et des moteurs Pratt & Whitney R-1830-92, correspondant au R-1830-S1C3G. United le récupéra à la fin de la guerre.

### C-52A
DC-3A-394B avec porte à droite commandé par Western Airlines (41-7714, c/n 4813), qui le racheta à la fin de la guerre. Passé entre les mains des nombreux opérateurs américains, il fut réformé en 1982.

### C-52B
Deux DC-3A-197E commandés par United Airlines et livrés en juillet 1941 à l’Air Force avec la désignation Douglas DC-3-395 (41-7706/07, c/n 4127/28). Ils furent rachetés par Northern Airlines début juillet 1944.

### C-52C
Cet appareil (41-7701, c/n 4136) mis en chantier comme DC-3-201G pour répondre à une commande d’Eastern Air Lines, il fut terminé en transport de troupes avec des moteurs Twin Wasp, devenant un DC-3A malgré la désignation constructeur: DC-3-402. Cet avion fut réformé en janvier 1943.

### C-52D
L’unique DC-3A-363 de Swiftflite (c/n 3275) fut livré à l’USAAF le 6 septembre 1941 comme C-52D serial 42-6505. La catégorie C-52D étant finalement supprimée, cet appareil fut redésigné C-48C serial 42-38260 le 4 mars 1942.

## Douglas C-68

### C-68
Deux DC-3A-414 avec aménagement commercial pour 21 passagers et moteurs R-1830-92 furent achetés sur chaine le 31 décembre 1941 et doté des serials 42-14297/98 (c/n 4173/74). On ignore à qui ces appareils étaient destinés initialement et surtout pourquoi ils n’ont pas été désignés C-52. Loués quelques semaines à Pan American, le premier fut ensuite transféré à la RAF, qui lui attribuaé le serial LR230 et l’expédia en Birmanie où il fut victime d’un bombardement japonais le 6 mai 1942. Le second fut pris en compte par la 8th Air Force puis regagna les États-Unis. Vendu à Delta Air Lines, il termina sa carrière avec LANICA (en) au début des années 1980.

## Douglas C-84

### C-84
Sur les dix DC-3B-202 livrés en 1937 et 1938 à TWA, neuf furent achetés par l’Air Force en juin 1942. Cinq sont devenus des C-49D/E/F et quatre désignés C-84 (42-57157 et 42-57511/13, c/n 1922, 1924, 1934 et 2027). Disposant d'un aménagement commercial haute densité (28 passagers), ils conservèrent leurs moteurs Wright GR-1820-G202A. Tous furent repris par TWA avant la fin du conflit. L'ex 42-57512 fut vendu en 1954 à la Colombie. Immatriculé TAM-01, il fut utilisé comme avion présidentiel jusqu’à son retrait en avril 1972. 

## Douglas R4D-2
Deux DC-3-388 commandés par Eastern Air Lines furent achevés à l’usine de Santa Monica pour les besoins de l’US Navy, qui en prit livraison en mars et avril 1941, donc plus d’un an avant les premiers R4D-1. Ne disposant pas de plancher renforcé mais d’un aménagement commercial standard avec porte à gauche et de moteurs Wright R-1820-71 de 1 200 ch, ils correspondaient aux C-49 de l’USAAF et furent utilisés pour le transport d’état-major. En décembre 1941 ces appareils (BuNo.4707/4708, c/n 4097/4098) furent affectés aux bases aéronavales d’Anacostia (Washington) et Pensacola (Floride). Ils devaient être redésignés successivement R4D-2F puis R4D-2Z en 1945. Le premier, déclaré surplus en mai 1946, passa sur le registre français aux couleurs de TAI puis fut utilisé par Air Madagascar jusqu’à la fin des années 1960, alors que le second, affecté à l’Attaché naval américain en Afrique du Sud et vendu sur place en décembre 1946 à une compagnie aérienne locale, s’écrasa le 19 avril 1947 au Soudan. 